# Ulrik Saltnes
Ulrik Saltnes (Brønnøysund, 10 novembre 1992) è un calciatore norvegese, centrocampista del Bodø/Glimt.

## Carriera
Saltnes è cresciuto nelle giovanili del Brønnøysund, per cui ha giocato in 3. divisjon nella stagione 2010. L'anno seguente è passato al Bodø/Glimt, per cui ha esordito il 1º maggio 2011 in occasione nel primo turno del Norgesmesterskapet, subentrando a Michael Haukås nella vittoria per 0-4 arrivata sul campo del Sortland, trovando anche la via del gol.
Il 15 aprile 2012 ha debuttato in 1. divisjon, sostituendo Morten Konradsen nella vittoria casalinga per 1-0 sull'Alta.
Nel campionato 2013 ha contribuito alla promozione del Bodø/Glimt in Eliteserien. Il 16 maggio 2014 ha pertanto giocato la prima partita nella massima divisione norvegese, sostituendo Thomas Jacobsen nella vittoria per 1-2 arrivata sul campo del Brann. Il 31 maggio 2015 ha siglato il primo gol in Eliteserien, nel 5-1 inflitto al Mjøndalen.
Alla fine del campionato 2016, il Bodø/Glimt è retrocesso in 1. divisjon. Il 15 agosto 2017 ha rinnovato il contratto che lo legava al Bodø/Glimt fino al 31 dicembre 2020. A fine stagione, ha festeggiato assieme alla sua squadra il ritorno in Eliteserien.
Il 29 novembre 2019 ha ulteriormente prolungato il contratto con il Bodø/Glimt fino al 31 dicembre 2022.

## Statistiche

### Presenze e reti nei club
Statistiche aggiornate al 25 maggio 2025.
| Stagione          | Club              | Campionato        | Campionato | Campionato | Coppe nazionali | Coppe nazionali | Coppe nazionali | Coppe continentali | Coppe continentali | Coppe continentali | Supercoppe | Supercoppe | Supercoppe | Totale | Totale |
| Stagione          | Club              | Comp              | Pres       | Reti       | Comp            | Pres            | Reti            | Comp               | Pres               | Reti               | Comp       | Pres       | Reti       | Pres   | Reti   |
| ----------------- | ----------------- | ----------------- | ---------- | ---------- | --------------- | --------------- | --------------- | ------------------ | ------------------ | ------------------ | ---------- | ---------- | ---------- | ------ | ------ |
| 2010              | Brønnøysund       | 3D                | 1          | 0          | CN              | 0               | 0               | -                  | -                  | -                  | -          | -          | -          | 1      | 0      |
| 2011              | Bodø/Glimt        | 1D                | 0          | 0          | CN              | 1               | 1               | -                  | -                  | -                  | -          | -          | -          | 1      | 1      |
| 2012              | Bodø/Glimt        | 1D                | 20+1       | 1+0        | CN              | 4               | 1               | -                  | -                  | -                  | -          | -          | -          | 25     | 2      |
| 2013              | Bodø/Glimt        | 1D                | 11         | 1          | CN              | 4               | 0               | -                  | -                  | -                  | -          | -          | -          | 15     | 1      |
| 2014              | Bodø/Glimt        | ES                | 7          | 0          | CN              | 3               | 0               | -                  | -                  | -                  | -          | -          | -          | 10     | 0      |
| 2015              | Bodø/Glimt        | ES                | 17         | 1          | CN              | 3               | 1               | -                  | -                  | -                  | -          | -          | -          | 20     | 2      |
| 2016              | Bodø/Glimt        | ES                | 12         | 0          | CN              | 4               | 0               | -                  | -                  | -                  | -          | -          | -          | 16     | 0      |
| 2017              | Bodø/Glimt        | 1D                | 27         | 13         | CN              | 3               | 2               | -                  | -                  | -                  | -          | -          | -          | 30     | 15     |
| 2018              | Bodø/Glimt        | ES                | 28         | 4          | CN              | 4               | 1               | -                  | -                  | -                  | -          | -          | -          | 32     | 5      |
| 2019              | Bodø/Glimt        | ES                | 30         | 7          | CN              | 1               | 0               | -                  | -                  | -                  | -          | -          | -          | 31     | 7      |
| 2020              | Bodø/Glimt        | ES                | 30         | 12         | -               | -               | -               | UEL                | 3                  | 0                  | -          | -          | -          | 33     | 12     |
| 2021              | Bodø/Glimt        | ES                | 23         | 8          | CN              | 3               | 0               | UCL+UECL           | 2+15               | 0+6                | -          | -          | -          | 43     | 14     |
| 2022              | Bodø/Glimt        | ES                | 27         | 6          | CN              | 2               | 2               | UCL+UEL            | 8+6                | 1+0                | -          | -          | -          | 43     | 9      |
| 2023              | Bodø/Glimt        | ES                | 18         | 6          | CN              | 4               | 2               | UECL               | 14                 | 1                  | -          | -          | -          | 36     | 9      |
| 2024              | Bodø/Glimt        | ES                | 27         | 7          | CN              | 3               | 2               | UCL+UEL            | 6+15               | 2+3                | -          | -          | -          | 51     | 14     |
| 2025              | Bodø/Glimt        | ES                | 6          | 4          | CN              | 2               | 2               | UCL                | 0                  | 0                  | -          | -          | -          | 8      | 6      |
| Totale Bodø/Glimt | Totale Bodø/Glimt | Totale Bodø/Glimt | 284        | 70         |                 | 41              | 14              |                    | 69                 | 13                 |            | -          | -          | 394    | 97     |
| Totale carriera   | Totale carriera   | Totale carriera   | 285        | 70         |                 | 41              | 14              |                    | 69                 | 13                 |            | -          | -          | 395    | 97     |

## Palmarès

### Club

#### Competizioni nazionali
- Campionato norvegese: 4

Bodø/Glimt: 2020, 2021, 2023, 2024